# Stephen Herek
Stephen Herek (ur. 10 listopada 1958 w San Antonio w Teksasie) – amerykański reżyser filmowy.

## Filmografia
- 1986: Critters
- 1991: Nie mów mamie, że niania nie żyje
- 1993: Trzej Muszkieterowie
- 1995: Symfonia życia
- 1996: 101 dalmatyńczyków (101 Dalmatians)
- 1998: Cudotwórca (Holy Man)
- 2001: Gwiazda rocka (Rock Star)
- 2005: Anioł Stróż (Man of the House)